# Ахали-Мамудло
Ахали-Мамудло (груз. ახალი მამუდლო, азерб. Yeni Mahmudlu) — село Марнеульского муниципалитета, края Квемо-Картли республики Грузия с 99 %-ным азербайджанским населением. Находится на юге Грузии, на территории исторической области Борчалы.

## География
Граничит с такими сёлами как Арапло, Еникенди, Сеидходжалы, Кущи, Даштапа и Шулавери.

## Население
По данным Государственного статистического комитета Грузии, согласно официальной переписи 2002 года, численность населения села Ахали-Мамудло составляет 758 человек и на 99 % состоит из азербайджанцев.

## Экономика
Население в основном занимается сельским хозяйством, овцеводством, скотоводством и овощеводством.

## Достопримечательности
- Мечеть.[4]
- Средняя школа.[5] В августе 2010 года по решению Министерства Образования Республики Грузия, в результате реорганизации школ, школа села Ахали-Мамудло была объединена со школой села Арапло[6].